# Gulshan Khanová
Gulshan Khanová (nepřechýleně Gulshan Khan; * ?) je nezávislá jihoafrická fotografka se sídlem v Johannesburgu. Autorka, známá pro svou fotožurnalistickou práci zaměřenou na identitu sociální spravedlnosti a rozvoj lidských práv, se zabývá vícevrstevnými tématy kolem medializovaných reprezentací identit v Jižní Africe, které informují o její vizuální praxi.

## Životopis
Vyrostla ve městě Ladysmith, Kwazulu Natal, jako jeden ze dvou sourozenců. Pochází z rodiny zakořeněné v aktivismu a komunitní práci.

## Kariéra
Absolvovala program Market Photo Workshop Photojournalism and Documentary Photography (PDP), poprvé publikovala v Agence France-Presse v roce 2016, kde následně absolvovala měsíční stáž. Stala se první Afričankou, kterou Agence France Presse přidělila pozici v roce 2017, pokračovala v práci pro agenturu jako stringer a zároveň pracovala na zakázkách pro různé mezinárodní publikace a organizace. Její první soubor dlouhodobého dokumentárního díla The Things We Carry With Us (2017) zkoumá současnou komunitu muslimů v Jižní Africe, rozvíjí jemnější pohled na pozadí represivního dědictví apartheidu v Jižní Africe. Khanová byla pozvána, aby hovořila o politické motivaci dokumentovat lidskou situaci a o důležitosti fotografie, aby hovořila o důstojnosti, identitě a sounáležitosti, sociální spravedlnosti a lidských právech v Jižní Africe a na celém světě na summitu National Geographic Storytellers 2020.
Khanová byla jedním ze šesti fotografů vybraných do World Press Photo 6x6 Talent Programme: Africa Edition. Jako členka panelu na World Press Photo Festival 2019, představila práci a zúčastnila se přednášky o dopadu příběhu na jednotlivce, která se zabývala účinky, které mohou mít snímky na životy zranitelných jednotlivců v mediální krajině, a také otázkami etiky, oprávnění a odpovědnosti fotografů, editorů, vydavatelů a dalších vizuálních odborníků.
Výňatky z jejích projektů The Things We Carry With Us (2017) a Life in Plastic (2018) získala Jihoafrická národní galerie Iziko jako součást jihoafrického národního archivu. Její práce byla zahrnuta do prvního vydání série „Four to Follow“, kterou v roce 2017 založila organizace World Press Photo, čerpající z databáze African Photojournalism Database a také 2018 Top 100 obrázků od editorů časopisu Time. Autorčina fotožurnalistická práce je široce publikována v mezinárodních zpravodajských publikacích, mimo jiné v The New York Times, The Washington Post, The Guardian, Al Jazeera nebo The Wall Street Journal.
Spolupracovala s různými nevládními organizacemi včetně Populačního fondu OSN (UNFPA), Švýcarské agentury pro rozvoj a spolupráci (SDC) a Rozvojového fondu afrických žen.
Khanová je součástí nové generace současných jihoafrických fotografů, kteří dokumentují dědictví země po apartheidu. Přispívá do National Geographic Explorer, Everyday Africa a je členkou Women Photograph a Native.

## Výstavy
- Každodenní Afrika, World Press Photo – Schloss Oldenburg, Oldenburg, Německo, únor 2020
- Native Agency, Territory, Grün Berlin, Berlin, Germany, srpen 2019
- Photoville LA – MFON: Alter Prayer, Ritual and Offerings Los Angeles, květen 2019
- Bronx Documentary Center – Transitions: Jižní Afrika, New York City, duben 2019
- Not the usual suspects[13] – Jihoafrická národní galerie Iziko, Kapské Město, říjen 2018
- Johannesburská galerie umění, Art Market Budapešť, říjen 2018
- Unstill Life, Photo Kathmandu, Nepál, říjen 2018
- World Press Photo 6x6 Talent Africa Exhibition,[14] Kutching, Malajsie, září 2018
- „Foreseen: New Narratives from the African Photojournalism Database“ – Nuku Photo Festival, Ghana, září 2018[15]
- Photoville NYC – Foreseen: New Narratives APJD, New York City, září 2018[16][17]
- Photoville NYC MFON: Oltářní modlitba, rituál a obětiny, New York City, září 2018[18]
- 'Foreseen' World Press Photo / APJD – LUMIX – Festival pro mladou fotožurnalistiku, červen 2018
- [CROP] Project (Creative Resistance & Open Processes), Johannesburg, listopad 2017[19][20]